# Danièle Obono
Danièle Obono (Libreville, 12 de julio de 1980) es una bibliotecaria y política franco-gabonesa. Portavoz del partido Francia Insumisa, fue elegida diputada en el distrito 17 de París durante las elecciones legislativas de 2017. Es secretaria del comité de Asuntos Europeos y miembro de la Comisión de Derechos de la Asamblea Nacional.

## Biografía
Nació en una familia de la pequeña burguesía gabonesa. Hija de Hortense Sibou Mbadinga y de Matin Edzodzomo Ela. Vivió en Gabón hasta los once años de edad. Después se estableció en Francia, donde se nacionalizó en 2011. Se formó en la universidad de Montpellier. Bibliotecaria de la mediateca Marguerite-Yourcenar de París. En 2002 obtuvo un máster en Historia, en la Universidad de París I Panthéon-Sorbonne. En 2003, en la misma universidad, comenzó una tesis doctoral que no terminó, sobre movimientos sociales y democráticos de Nigeria. Activista en diversas asociaciones.

### Trayectoria política
A los 20 años asistió, a lo que vino a llamarse, el dèmontage de McDonald's de Millau (esta acción de la confederación de agricultores, fue un hito en la historia de la antiglobalización en Francia), donde conoció a militantes socialistas trotskistas, y se unió al movimiento antiglobalización, que en 2009 se fusionó con otros y se creó el Nuevo partido anticapitalista. Aquí Obono formó parte de la dirección, representando a C&A, que en 2011 pasó a ser una organización autónoma. En una entrevista a la revista Ballast, declaró que era la única mujer negra en la organización. En otra de las entrevistas explica: “Cuando eres negro, joven, mujer, es menos probable que llegues a un puesto de responsabilidad”.
Participó en el consejo nacional para la campaña de 2012. En el mismo año fue candidata suplente en la candidatura del Frente de izquierdas, en un distrito de París. En 2014, encabezó la lista en las elecciones municipales de París. En el mismo año, se fusionaron con otros partidos formando La Francia insumisa. Durante la campaña de las elecciones presidenciales del 2017, fue una de las portavoces del partido. Formó parte de la coordinación de la colección de ”Livrets de La France insoumise”. Fue coautora, junto con el filósofo Benoît Schneckenburger, de uno de sus números titulado “Contre le racisme  et les discriminations: Faire vivre l'égalité”. Tras las elecciones legislativas de 2017, fue elegida diputada por el distrito 17 de París, recogiendo el 50,71 % de los votos en la segunda vuelta.
En la Asamblea Nacional formó parte de la comisión de derechos y fue secretaria del comité de asuntos europeos y de la delegación en el extranjero. También presidió el grupo de amistad Francia-Blangladesh y fue vicepresidenta del grupo de estudio sobre discriminación y fobia LGBTQI en el mundo. En 2018 se presentó a las listas abiertas de la Francia insumisa para las elecciones europeas de 2019.
En 2018, como parlamentaria, fue nombrada miembro del Consejo de Administración de la Unidad de Formación e Investigación en Ciencias Políticas de la Universidad  de París I Panthéon-Sorbonne. El 3 de diciembre de 2019, presentó un proyecto de ley relacionado con la estabilización y sostenibilidad de la financiación y el empleo dentro las asociaciones.
Se define como alter-globalista, afrofemista, antiimperialista, antirracista, antiislamofobica, y tanto internacionalista como panafricanista.
En la primera vuelta de las elecciones legislativas de 2022 obtuvo el acta de diputada en su circunscripción de París.